# Сукагава
Сукагава (јап. 須賀川市) град је у Јапану у префектури Фукушимау северном делу острва Хоншу. Према попису становништва из новембра 2014. у граду је живело 76.976 становника.

## Географија
Налази се у централном делу префектуре Фукушима. 
- Планине: Уцуминесан (676,9m)
- Реке: Абукума (река), Шакадогава

## Становништво
Према подацима са пописа, у граду је 2014. године живело 76.976 становника.

## Саобраћај

### Железница
- ЈР Исток – Главна линија Тохоку
  - Железничка станица Сукагава
- ЈР Исток – Линија Суигун
  - Железничка станица Кавахигаши - Железничка станица Ошиое

### Путеви
- Аутопут Тохоку
- Национални пут Јапана 4
- Национални пут Јапана 118
- Национални пут Јапана 294

## Братски градови
- Луојанг, Кина, братски град од августа 1983. године